# Rahna (Lützen)

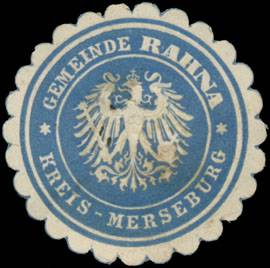
Siegelmarke der Gemeinde Rahna, Kreis Merseburg

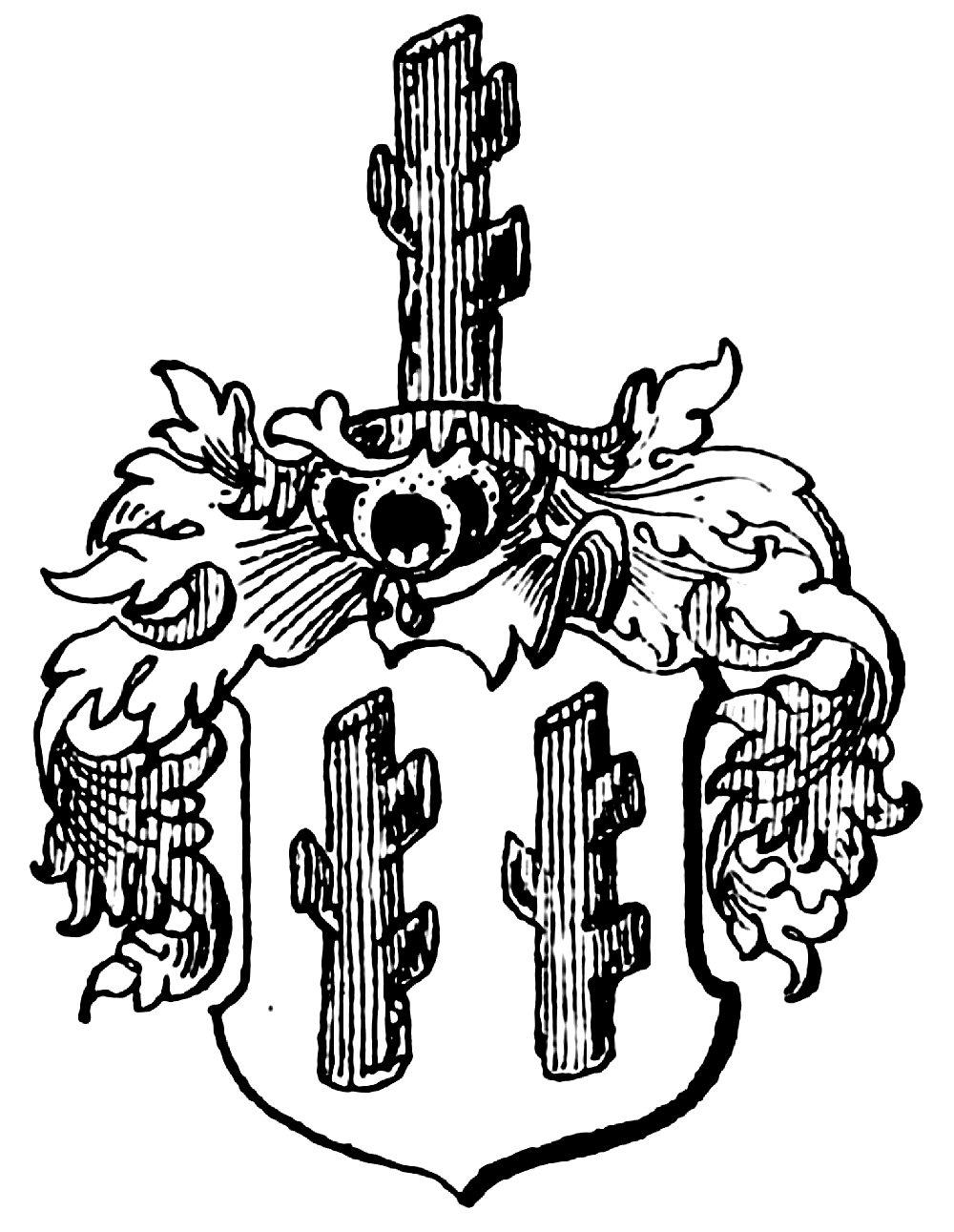
Wappen derer von Rahna

Rahna ist eine zum Ortsteil Großgörschen  der Stadt Lützen im Burgenlandkreis in Sachsen-Anhalt gehörige Ortschaft.

## Geografie
Rahna liegt südöstlich von Lützen zwischen Leipzig und Weißenfels sowie zwischen den Tagebaugebieten von Zwenkau und Profen. Umgeben ist die Ortschaft von umfangreichen landwirtschaftlichen Nutzflächen. Großgörschen schließt sich östlich von Rahna an, Kleingörschen liegt nordöstlich von Rahna. Die L 184 führt nördlich des Ortes vorbei.

## Geschichte
Rahna ist eine slawische Gründung aus der Zeit um das Jahr 600. Die älteste urkundliche Erwähnung geht auf das Jahr 1277 zurück. Damals verkaufte der Wettiner Markgraf Dietrich von Landsberg dem Bischof des Hochstifts Merseburg Friedrich I. von Torgau den Gerichtsstuhl Eisdorf mitsamt allen hinzugehörenden Orten für 300 Mark Silber. Unter den insgesamt dreißig Orten wird auch Rahna genannt. 
1713 wurde die gesamte Dorfflur von Rahna vermessen und kartiert. Das entsprechende Flurbuch ist noch vorhanden.
In der Folgezeit gehörte Rahna bis 1815 zum hochstift-merseburgischen Amt Lützen, das seit 1561 unter kursächsischer Hoheit stand und zwischen 1656/57 und 1738 zum Sekundogenitur-Fürstentum Sachsen-Merseburg gehörte.
Der Ort war Stammsitz des Adelsgeschlecht von Rahna.
Im Zuge der der ersten Kreisreform in der DDR wurde Rahna am 1. Juli 1950 in Großgörschen eingemeindet und in den Kreis Weißenfels umgegliedert. Seit 2010 gehört Großgörschen zur neuen Stadt Lützen.

## Sehenswürdigkeiten
- Grabmal von Christian Gottlieb Berger, in Rahna wurde eine Straße nach ihm benannt